# Kampioenschap van Vlaanderen 1961
Il Kampioenschap van Vlaanderen 1961, quarantaseiesima edizione della corsa, si svolse il 14 settembre 1961 su un percorso di 150 km, con partenza e arrivo a Koolskamp. Fu vinto dal belga Frans De Mulder della Groene Leeuw-SAS-Sinalco davanti ai suoi connazionali Karel Clerckx e Gustaaf De Smet.

## Ordine d'arrivo (Top 10)
| Pos. | Corridore           | Squadra                  | Tempo    |
| ---- | ------------------- | ------------------------ | -------- |
| 1    | Frans De Mulder     | Groene Leeuw-SAS-Sinalco | 3h48'00" |
| 2    | Karel Clerckx       | Dr. Mann-Labo            |          |
| 3    | Gustaaf De Smet     | Groene Leeuw-SAS-Sinalco |          |
| 4    | Oswald Declercq     | Groene Leeuw-SAS-Sinalco |          |
| 5    | Kamiel Lamote       | Bertin-l Avenir-Milremo  |          |
| 6    | Andre Vlayen        | Libertas-Eura Drinks     |          |
| 7    | Etienne Vercauteren | Mercier-BP-Hutchinson    |          |
| 8    | Julien Schepens     | Wiel's-Flandria          |          |
| 9    | Richard Everaerts   | Baratti-Milano           |          |
| 10   | Leopold Schaeken    | Wiel's-Flandria          |          |